# Парламентские выборы в Бангладеш (2018)
Всеобщие выборы 2018 года в Бангладеш были проведены 30 декабря, чтобы выбрать членов Национальной ассамблеи. Авами Лиг главе с Шейх Хасиной выиграл выборы с большим отрывом. Оппозиционер Камаль Хоссейн не признал результаты.

## Избирательная система
По законодательству Национальная ассамблея Бангладеш имеет 350 членов: 300 депутатов избранных в одномандатных округах, и дополнительно 50 мест зарезервированных для женщин. Зарезервированные места для женщин распределяются на пропорциональной основе среди партий участвующих в выборах. Каждый созыв парламента избирается на пятилетний срок.
Примерно 100 миллионов избирателей проголосовали с 40 199 избирательных участков по всей стране. Электронные машины для голосования использовались в шести избирательных округах.

## Предыстория
Предыдущие всеобщие выборы в январе 2014 года бойкотировались оппозиционным альянсом, возглавляемый лидером националистической партии Бангладеш (НПБ) и трехкратным экс-премьер-министром Халедой Зия. Как следствие, Народная лига во главе с премьер-министром Шейх Хасиной одержала убедительную победу, получив 234 из 300 мест на выборах, из них на 153 округах выборы были безальтернативными.
В июле 2017 года Националистическая партия Бангладеш заявила, что готова участвовать в следующих всеобщих выборах, если парламент будет распущен и избирательная комиссия состояла из беспартийных членов. 14 сентября 2017 официальный главный комиссарапо выборам подтвердил, что БНП будут участвовать в выборах. Однако, после осуждения лидера БНП Халеда Зия в коррупции, Высокий суд Бангладеш признал, что Зия не имел права баллотироваться.

## Кампания
В августе 2017, лидер партии Джатия (Эршад) бывший президент Эршад Хусейн заявил, что хотел участвовать в выборах вне коалиции с Авами Лиг и вступить в новый союз с Демократической левой и Исламской Демократической партии. Однако в ноябре 2018 года партия объявила, что она присоединится к Авами Лиг. 28 декабря Эршад объявил что Джатия поддержит кандидатов от Авами Лиг. Часть кандидатов от его партии снялась с выборов.
13 октября 2018 фронт национального единства был сформирован, состоящий в основном из Гано, националистической партии Бангладеш, Джатия Самажтантрик, Даль-АБ и Нагория Окия. Его возглавляет бывший министр иностранных дел Камаль Хоссейн из Гано форума. 18 декабря альянс озвучил манифест, который содержит обязательство уменьшить полномочия премьер-министра.
В то же время кандидаты от исламистской партии Джанаати, участвовавшие в выборах в коалиции с БНП были отстранены от выборов.

## Осложнения в ходе выборов

### Насилие
Были столкновения, в которых восемь человек погибли и 560 получили ранения.
Согласно данным партии БНП по состоянию на 26 декабря 2018 года, по крайней мере, 12 923 людей (в основном члены БНП Джатия Окия) были ранены в 2833 нападениях на кандидатов от оппозиции. Между 8 ноября и 25 декабря, по крайней мере 1574 дела были возбуждены в отношении БНП чиновников в разных районах. За тот же период, 15 568 активистов партии были арестованы. По данным газеты Daily Star по меньшей мере, 56 кандидатов, в основном из БНП, подверглись нападениям, около 1190 человек получили ранения и более 800 членов БНП-Джамаат арестованы в ходе предвыборной кампании между 10 и 28 декабря.
29 декабря, накануне выборов приостановлено 3G и 4G по оно возобновится после выборов.
В день выборов в результате беспорядков погибли 19 человек.

### Фальсификации результатов выборов
Корреспондент Би-би-си сообщил, что видел урны уже полным бюллетеней до открытия избирательного участка в Читтагонге. Избирательная комиссия Бангладеш пообещала расследовать многочисленные сообщения о фальсификации результатов голосования.

## Предварительные результаты
| Альянс                                                                            | Партия                                      | Мест | ±   |
| --------------------------------------------------------------------------------- | ------------------------------------------- | ---- | --- |
| Гранд Альянс                                                                      | Бангладеш «Авами Лиг»                       | 259  | +25 |
| Гранд Альянс                                                                      | Партия Джатия (Эршад)                       | 20   | -14 |
| Гранд Альянс                                                                      | Рабочая партия Бангладеш                    | 2    | -4  |
| Гранд Альянс                                                                      | Джатия Самажтантрик Даль                    | 3    | -2  |
| Гранд Альянс                                                                      | Бикалпа Дхара Бангладеш                     | 2    | +2  |
| Гранд Альянс                                                                      | Партия Джатия (Манжу)                       | 1    | -1  |
| Гранд Альянс                                                                      | Бангладешская Федерации Тарикату            | 1    | -1  |
| Гранд Альянс                                                                      | Бангладешский Националистический Фронт      | 0    | -1  |
| Джатия Oikya Стойка                                                               | Националистической Партии Бангладеш         | 5    | +5  |
| Джатия Oikya Стойка                                                               | Форум Гано                                  | 2    | +2  |
| Джатия Oikya Стойка                                                               | Бангладеш Джамаат-э-Ислами                  | 0    | -   |
| Джатия Oikya Стойка                                                               | Джатия Samajtantrik Даль-АБ                 | 0    | -   |
| Джатия Oikya Стойка                                                               | Нагорик Окия                                | 0    | -   |
| Джатия Oikya Стойка                                                               | Кришак Срамик ЛигаДжаната Парти             | 0    | -   |
| Джатия Oikya Стойка                                                               | Партия Джатия Бангладеш                     | 0    | -   |
| Джатия Oikya Стойка                                                               | Бангладеш Хелафат Майлиш                    | 0    | -   |
| Джатия Oikya Стойка                                                               | Бангладеш Мусульманской Лиги                | 0    | -   |
| Джатия Oikya Стойка                                                               | Партии Ганатантрик                          | 0    | -   |
| Джатия Oikya Стойка                                                               | Джатия Прокрия Окия                         | 0    | -   |
| Джатия Oikya Стойка                                                               | Партия Калян                                | 0    | -   |
| Джатия Oikya Стойка                                                               | Либерально-Демократическая Партия           |      |     |
| Левый Демократический Альянс                                                      | Коммунистическая партия Бангладеш           |      |     |
| Левый Демократический Альянс                                                      | Социалистическая партия Бангладеш           |      |     |
| Левый Демократический Альянс                                                      | Революционная Рабочая Партия                |      |     |
| Левый Демократический Альянс                                                      | Гоношонготи Анодолон                        |      |     |
| Левый Демократический Альянс                                                      | Лиги коммунистической организации Бангладеш |      |     |
| Левый Демократический Альянс                                                      | Басад (Марксистская)                        |      |     |
| Левый Демократический Альянс                                                      | Ганатантрик Библопи Анодолон                |      |     |
| Левый Демократический Альянс                                                      | Самажтантрик Анодолон                       |      |     |
| Независимые                                                                       | Независимые                                 | 4    |     |
| Вакантные                                                                         | Вакантные                                   | 1    |     |
| Недействительные/пустые голоса                                                    |                                             |      |     |
| Общая                                                                             | 300                                         | 0    |     |
| Зарегистрированных избирателей/явка                                               |                                             |      |     |
| Источник: Ежедневная Звезда Архивная копия от 29 сентября 2020 на Wayback Machine |                                             |      |     |